# Грубе, Николай
Николай Грубе (Nikolai Grube; род. 1962, Бонн) — немецкий учёный, эпиграфист, специалист по структуре мезоамериканских обществ, в частности доколумбовых обществ майя. Профессор, доктор (1989), почётный доктор (2016).
В 1982—1985 гг. обучался в Гамбургском университете, магистр. В 1985—1989 гг. занимался там же и получил степень доктора философии. Хабилитировался с Venia legendi в 1999 году. В том же году Heisenberg-Stipendiat DFG. С 2004 года профессор Боннского университета. Почётный гражданин города Гватемала (2007).
C 1985 года соредактор журнала «Mexicon: Journal of Mesoamerican Studies».
Вместе с Саймоном Мартином автор книги «Chronicle of the Maya Kings and Queens» (2000; 2-е изд. 2008), переведённой на пять языков.